# Крізь терни до зірок (фільм)
«Крізь терни до зірок» (рос. «Через тернии к звёздам») — радянський широкоформатний двосерійний науково-фантастичний фільм 1980 року, поставлений режисером Річардом Вікторовим за сценарієм Кира Буличова.

## Сюжет

### Перша серія
XXIII століття. Патрульний зореліт далекої розвідки «Пушкін» виявляє в космосі загиблу лабораторію невідомого походження, на ньому — трупи гуманоїдних істот, виведених штучно шляхом клонування. Один з клонів, дівчина 18 років за земними мірками, виявляється живий завдяки скафандру, в якому вона, очевидно, знаходилася в момент загибелі корабля. На карантинній навколоземній станції Комісія з контактів вирішує подальшу долю чужопланетянки. Учений-екзобіолог Надія Іванова наполягає на ізоляції й всебічному дослідженні клона в інституті космічної генетики, оскільки невідома мета виведення чужопланетних гуманоїдів ін вітро. Проте комісія приймає сторону фахівця з контактів з чужопланетним розумом Сергія Лебедєва, який пропонує під свою відповідальність поселити чужопланетянку у своєму домі, оскільки він упевнений, що спілкування з людською сім'єю продуктивніше для встановлення контакту. Надії Івановій доручено здійснювати біоконтроль над істотою.
Дівчина живе в будинку Лебедєва, освоюється в його сім'ї, що складається з літніх батьків Сергія (батько — океанолог, мати — професор медицини, акушер) і його сина Степана — курсанта космічного інституту. Незабаром завдяки зусиллям Сергія встановлюється довгоочікуваний контакт, — Нійя (так називає себе дівчина) починає спілкуватися з оточенням. У результаті цього спілкування виявляються деякі надлюдські здібності чужопланетянки, такі як миттєва реакція, телекінез, телепортація. Незвичайні здібності, нелюдська сила та витривалість проявляються незалежно від неї в екстрених ситуаціях. При цьому видимі явні ознаки амнезії, — Нійя майже нічого не може розповісти про себе. Лише іноді в мозку дівчини спливають окремі епізоди минулого: батько-професор, сестри та брати-клони в лабораторії, кислотні дощі, отруєний ґрунт і вода. Раз по раз спогади з минулого накладаються на благополучне земне сьогодення Нійї, впливаючи на її вчинки. Між тим Надія виявляє в мозку Нійї штучно впроваджений «центр слухняності», впливаючи на який певним випромінюванням, можна повністю керувати нею.
Нійї подобається земне життя і земляни, але її не полишає думка, що вона створена для певної важливої місії й повинна її виконати. Незабаром випадковість допомагає розв'язати її душевні муки. По телебаченню показують репортаж про візит посланців з планети Десса. Вони прилетіли, щоб просити у землян допомоги: на Дессі використані всі природні ресурси та знищена біосфера, у населення немає води та повітря, тамтешні люди перебувають під загрозою швидкої загибелі. Побачивши одного з посланців, Ракана, Нійя упізнає його і згадує, що її рідна планета — Десса. Дівчина приймає рішення: повернутися на рідну планету.
Нійя проникає на корабель «Айстра», посланий з Землі на Дессу з асенізаторською місією (нейтралізувати шкідливі речовини). У складі екіпажа є її знайомі: Надія Іванова, яка входить до числа фахівців, відправлених на Дессу, і практикант Степан Лебедєв, що запізнився на свій корабель далекої розвідки й переведений на «Айстру». На цьому ж кораблі повертаються додому Ракан і його колега Торкі. На шляху до Дессу «Айстра» зустрічає мертву «Гайю» — корабель, в якому рік тому знайшли Нійю. Ракан і Торкі упізнають в ньому корабель видатного ученого з Десси, професора Глана. Ризикуючи життям, Нійя телепортується на Гайю і відключає «заклик Глана» — установку з контролю і стеженню за клонами. Від неминучої загибелі її рятує Степан.

### Друга серія
Посланці з Десси, нарешті, відкривають землянам таємницю мертвого корабля-лабораторії, професора Глана та минулого Нійї. Глан дуже хотів врятувати Дессу від екологічної катастрофи, але вже не вірячи, що це під силу жителям планети, створив штучних людей, наділивши їх надзвичайними здібностями, щоб вони силою зупинили загибель Десси. Не зрозумілий співвітчизниками, Глан вимушений був тікати з Десси на останньому космічному апараті-лабораторії, розраховуючи повернутися, коли його друзі прийдуть до влади та дадуть сигнал до повернення. Проте сигнал так і не надійшов. Коли на кораблі вичерпалися запаси продуктів і палива, Глан вирішив повертатися, але повернення не сталося — судячи з попередніх аналізів землян, на «Гайї» відбувся саботаж.
Опинившись на Дессі, земляни починають операцію з очищення планети. Але їм протидіє місцевий олігарх Туранчокс, що боїться втратити прибуток від продажу протигазів, масок, повітря, води, продуктів харчування, а з ними й реальної влади та могутності. Люди Туранчокса на чолі з Торкі підкидають в останнє діюче джерело води агресивний хімічний реагент і звинувачують землян у псуванні води, розпалюючи невдоволення населення. Проте земляни рятують джерело, а потім успішно проводять перший етап асенізації, конденсуючи смертельну атмосферу Десси плазмовими розрядами, при цьому на короткий час демонструючи дессіанам блакитне небо і справжній чистий дощ. Туранчокс наважується на крайні заходи. Використовуючи єдиний центр управління, що залишився, клонами, він вирішує підірвати «Айстру», використовуючи Нійю. Ракан розуміє, що Туранчокс, який помістив свою штаб-квартиру в колишньому інституті Глана, дістався до центру управління клонами. Ракан, що раніше вагався, а фактично зрадив Глана через побоювання зашкодити кар'єрі, зараз готовий віддати життя заради порятунку Десси. Крім того, Ракан заклопотаний долею Нійї, він був донором біоматеріалу для клонів Глана, Нійя біологічно є його донькою.
При зустрічі з Туранчоксом Ракан просить його не заважати землянам, але не знаходить співчуття. Туранчокс показує Ракану центр управління і викликає Нійю, щоб та пронесла на «Айстру» потужну бомбу-браслет. Ракан намагається завадити цьому, але один зі слуг Туранчокса смертельно ранить його. Вмираючи, Ракан вирішує згубити Туранчокса і з останніх сил випускає з секретної лабораторії інституту останнє дітище Глана — мінливу біомасу (матеріал для майбутніх поколінь населення Десси). Біомаса вкрай агресивна і миттєво поширюється, пожираючи органіку.
В цей час Нійя йде на «Айстру», підкоряючись командам Туранчокса. Надія зупиняє її, але Торкі, що назирці йде за Нійєю, стріляє в Надію. Побачивши її загибель, Нійя долає «заклик Глана» і викидає бомбу. Біомаса швидко заповнює інститут Глана, в надрах якого гинуть Ракан і Туранчокс, і виривається назовні. Це згубно для усієї планети, але Нійя, використовуючи свої телепатичні можливості, приборкує біомасу, формуючи з неї рослини.
У фіналі екіпаж «Айстри», виконавши своє завдання з початкового очищення Десси, готується до повернення додому. Прощаючись з Нійєю на полі з посадками молодої зелені, Степан просить її повернутися з ним на Землю, але Нійя відмовляється — вона знімає ментальний «зліпок» з обличчя Степана, залишаючи його образ у своїй пам'яті. Вона тепер точно знає своє призначення — налагодження нормального життя на своїй рідній планеті.

## У ролях

Олександр Михайлов (Олег Дреєр) і Олена Метьолкіна (Нійя) у кадрі з фільму

| • Олена Метьолкіна   | … | Нійя                    |
| • Улдіс Лієлдіджс    | … | Сергій Лебедєв          |
| • Вадим Лєдогоров    | … | Степан Лебедєв          |
| • Олена Фадєєва      | … | Марія Павлівна Лебедєва |
| • Вацлав Дворжецький | … | Петро Петрович Лебедєв  |
| • Надія Семенцова    | … | Надія Іванова           |
| • Ігор Лєдогоров     | … | Ракан                   |
| • Гліб Стриженов     | … | Глан                    |
| • Ігор Ясулович      | … | Торкі                   |
| • Володимир Федоров  | … | Туранчокс               |
| • Олександр Лазарев  | … | Віктор Климов           |
| • Олександр Михайлов | … | Олег Дреєр              |
| • Борис Щербаков     | … | Едуард Колотун          |

### В епізодах
| • Євген Карельських   | … | командир зорельота «Пушкін» Дьомін    |
| • Людмила Нільська    | … | Селена                                |
| • Валерій Носик       | … | Лій                                   |
| • Олексій Ванін       | … | робот Бармалей                        |
| • Микола Тимофєєв     | … | голова Ради з контактів Роман Долинін |
| • Світлана Радченко   | … | робот Глаша                           |
| • Г. Івченко          | … | чужопланетянин-восьминіг Пруль        |
| • Владислав Ковальков | … | штурман зорельота «Пушкін»            |
| • Олександр Бочаров   | … | Тер                                   |
| • Х. Осепян           | … | археолог Хуан                         |
| • Артем Карапетян     | … | учений на пресконференції             |
| • Володимир Вязовик   | … | учений на пресконференції             |
| • Борис Володін       | … | учений на пресконференції             |

### Озвучування 2001 року
| • Любов Германова    | … | Нійя             |
| • Ігор Тарадайкін    | … | Сергій Лебедєв   |
| • Михайло Кононов    | … | Петро Лебедєв    |
| • Ірина Савіна       | … | Надія Іванова    |
| • Олексій Серебряков | … | Віктор Климов    |
| • Дмитро Харатьян    | … | Олег Дреєр       |
| • Сергій Бистрицький | … | Едуард Колотун   |
| • Ігор Лєдогоров     | … | озвучує сам себе |
| • Олег Стриженов     | … | Глан             |
| • Тетяна Чернопятова | … | Селена           |
| • Микола Кочегаров   | … | робот Бармалей   |
| • Андрій Межуліс     | … | Лій              |
| • Клара Румянова     | … | робот Глаша      |

## Знімальна група
- Автор сценарію — Кир Буличов, Річард Вікторов
- Режисер-постановник — Річард Вікторов
- Режисер-постановник — Микола Вікторов (нова версія)
- Головний оператор — Олександр Рибін
- Оператор-постановник — Шандор Беркеші (нова версія)
- Композитор — Олексій Рибников
- Монтаж — Любов Пушкіна
- Головний художник — Костянтин Загорський
- Художник по костюмах — Людмила Чекулаєва
- Художники-декоратори — Є. Леонтьєв, В. Литвинов, Валерій Павлотос
- Звукорежисер — Андрій Худяков (нова версія)
- Консультант — Владимир Шаталов, льотчик-космонавт

## Нагороди та номінації
- 1982 — Державна премія СРСР. Ця премія була присуджена за створення фільму «Крізь терни до зірок» та мультфільму «Таємниця третьої планети» наступним особам: Р. М. Вікторову (режисер), А. Г. Рибіну (оператор), К. І. Загорському (художник), Р. А. Качанову (режисер анімації), Н. В. Орловій (художник анімації), Киру Буличову (автор сценарію)[2].

## Що не увійшло до фільму
Усі розбіжності між сценарієм і фільмом обумовлені передусім урізуванням бюджету та вимогами цензури Держкіно.
У фільмі відсутні (чи мають відмінності) епізоди
- політ Сергія і Нійї з орбіти до будинку Лебедєвих на флаєрі;
- приліт на флаєрі до Лебедєвих бригади фахівців на чолі з Надією та з апаратурою для біоконтролю;
- домашній робот Гриша у фільмі перейменований в робота Глашу;
- нічна сцена у будинку Лебедєвих;
- перед від'їздом до Надії в інститут Нійя ламає стабілізатор флаєра;
- на пляжі Селена здивована відсутністю у Нійї пупка;
- у сценарії: агресію щодо Селени зупиняє наказ Надії через центр управління, Надія не згодна з Сергієм і вважає свої дії вірними;
- у фільмі: наказ Надії звучить секундою після того, як Нійя сама відпускає Селену, Надія розкаюється у своїх діях;
- сцена другого скликання Комісії з контактів;
- сцена в пологовому будинку;
- в Чичен-Іцу (у фільмі плато «Південний хрест») після іспитів приїжджає і Степан; Нійя перелякана інсценуванням місцевої трупи біля жертовної криниці; Степан дарує Нійї половинку бранзуліта на пам'ять; після телерепортажу з посланцями з Десси Нійя втікає з Мексики, Степан у пошуках Нійї спізнюється на свій корабель;
- земна біостанція на планеті Океан, напад карруш, Нійя рятує Степана;
- відсутній у сценарії: епізод з ручкою Колотуна («Віктор, це не моя ручка?»)
- сцени діалогу Лія із землянами про Туранчоксе, печери з хижаками і дослідження дессіанської водойми змінені;
- сцена «Помилки землян»;
- відсутній у сценарії: епізод наради землян перед асенізацією;
- епізод слідування Бармалея за Нійєю;
- Нійя після загибелі Надії викрадає планетарний катер землян, і переборовши наказ «пульта управління», що лунає в її мозку, відводить катер від «Айстри» та розбиває його.

## Нова версія фільму
У 2001 році сином режисера Миколою Вікторовим була випущена перероблена версія фільму. Проведене цифрове оброблення зображення, відновлення кольору, перероблені деякі спецефекти, записана повністю нова звукова доріжка у форматі Dolby Digital. Тривалість фільму приведена у відповідність із стандартами сучасного кінопрокату, в результаті він скорочений на 20 хвилин. За твердженнями авторів, у переробленій версії скорочені розтягнуті епізоди, що знижували динаміку фільму, та вилучені епізоди, що несли в собі радянське ідеологічне забарвлення. У новій версії фільму додані, зокрема, кадри ширяючих у хмарах над космопортом зорельотів (посадковий майданчик у точності копіює «чарку» аеропорту Шереметьєво-1), кадри корабля з Десси «Гайя», що висить у космічному просторі.
Кир Буличов писав: «Коли фільм знімався, у Річарда виникла думка, замість слово „кінець“ написати „Усі кадри мертвої планети Десса зняті на Землі сьогодні“. Шкода, що в Держкіно злякалися, і картина завершується як прийнято». Тільки в новій версії фільму у фінальних титрах ми можемо побачити фразу: «Усі кадри гинучої планети Десса зняті на планеті Земля».
Скороченню піддавався практично увесь фільм, особливо «постраждала» перша серія. Помітно скорочені наступні сцени:
«Нійя — штучна людина» (1 серія)
- Нарада комісії з контактів на карантинній навколоземній станції, на якому визначалася подальша доля Нійї (00:06:30).
- Згадки Петра Петровича про земний адепт клонування Загорським (00:07:58; 00:20:57)
- У будинку Лебедєвих під час трансляції по телебаченню комісії з контактів Нійя чхає (00:08:04)
- Епізод з бранзулітом, який Сергій привіз Степану з планети Сенік (00:13:53).
- Розмова Марії Павлівни з роботом Глашею про Нійю (00:21:01).
- Сцена встановлення контакту з Нійєю в кабінеті Сергія (00:21:20)
- Швидкі перекиди Нійї по траві і невдоволення Глаші безладом у будинку: «Якби я бачила, я б цього неподобства не допустила!» (00:22:54; 00:24:12)
- Епізод на пляжі про моральні норми землян і вид голої Нійї (00:36:45)
- Частина розмови між Сергієм і Надією про «центр слухняності» (00:37:34)
- Діалог Степана і екзобіолога Климова про значення роботи екіпажа «Айстри» (00:59:25)

«Ангели космосу» (2 серія)
- Візит Бармалея і Степана в лабораторію до Нійї після того, як вона опритомнює (00:02:10)
- Доповідь Іванової і Климова про дослідження Десси Дреєру з відеорядом загальних планів порожніх коридорів «Айстри» (00:22:54)
- Фінальна частина наради землян перед проведенням першої фази очищення (тунельна абсорбція) (00:30:05)

Також автори нової версії місцями перемонтували порядок епізодів згідно з літературним і режисерським сценарієм.

## Факти
- На роль Нійї була запрошена не акторка, а модель Олена Метьолкіна[9].
- Спочатку замислювалося знімати чужопланетянку абсолютно лисою, але через критику чиновників з Держкіно довелося робити короткі білі перуки для всіх клонів[10].
- Манекенів, що «зіграли» роль загиблих на Гайї клонів, виготовляли з гіпсового зліпка Метьолкіної, заливаючи його рідким пінопластом[11].
- Дослідження зруйнованого інопланетного корабля знімали в декораціях, встановлених на дні басейну готелю «Ялта»[12].
- Деякі космічні сцени знімалися під водою, з використанням «гідроневагомості» для імітації справжньої[13].
- У фільмі мав бути показаний флаєр — апарат, який спускає Нійю і Сергія Лебедєва з орбіти прямо до його будинку на посадковий майданчик. Але на цей транспортний засіб не вистачило бюджету, довелося показати, як на майданчик сходять Сергій і Нійя, а звідки — неясно. Також, у сцені, коли Степан Лебедєв просить у Надії дозвіл «покататися», він йде за кущі, де видно звичайний автомобіль.
- Робота Бармалея передбачалося зробити з металу. Але першу конструкцію реквізитор зварив із залізних відер, проігнорувавши режисерські ескізи, і Вікторов її відкинув. На іншу не залишилося ні часу, ні засобів, і робота зробили надувним[14].
- У епізоді, де Нійя роздягається на пляжі, спочатку було задумано показати, що у героїні відсутній пупок. Партійне начальство визнало таку сцену неприпустимої в радянському кіномистецтві. Довелося заради збереження сцени вигадувати діалог про «моральні норми землян»[15].
- Плато «Південний хрест» знімали недалеко від Бахчисараю в печерному місті Чуфут-Кале[16].
- В ролі одного з археологів на плато «Південний хрест» знімався син режисера Микола Вікторов, що згодом став режисером нової версії фільму[17].
- На інформаційному табло космопорту можна помітити назву зорельота «Зоря» і пункт його призначення — Альфа Кассіопеї. Цей зореліт, очевидно, названий на честь зорельота «Зоря» з іншого фільму Річарда Вікторова: «Москва — Кассіопея»[18].
- Види гинучої планети Десса знімалися в Таджикистані, в околицях покинутого нафтопереробного заводу біля міста Ісфара. До цього там планувалися зйомки фільму Андрія Тарковського «Сталкер», але не було знайдено місця для розміщення знімальної групи, і зйомки були перенесені в Естонію[19]. Незвичний вид ландшафтів був отриманий за рахунок використання технічної спектрозональної кіноплівки «СН-6М», один з емульсійних шарів якої має світлочутливість до інфрачервоного випромінювання[20].
- Всюдихід, на якому земляни досліджують Дессу, виготовили на Ялтинській кіностудії з армійського гусеничного бронетранспортера і деталей літака. Там же знімали й біомасу, що складається з протипожежної піни і борошна, а плаваючі в цій суміші аквалангісти створювали візуальний ефект живої, мінливої маси[21].
- Наприкінці фільму нової версії помилково вказаний актор Володимир Носик, що зіграв Лія. Насправді цю роль зіграв його брат, Валерій Носик[22].
- Актор Улдіс Лієлдидж був відомий в радянському кінематографі ролями офіцерів нацистської Німеччини. Проте режисер Річард Вікторов саме цьому типовому латишеві віддав роль радянського космонавта Сергія Лебедєва[23].
- Згадка бабусею Степана Марією Павлівною Плутона, де «знайшли якихось Мандрівників» — явне відсилання до «полуденного» циклу романів Стругацьких. Мандрівники є присутніми також і в деяких творах самого Кира Буличова (наприклад, в романі «Гай-до»).
- 8 жовтня 2015 року в Лондонському музеї науки у рамках російської виставки «Cosmonauts. Birth of the Space Age» відбулася прем'єра повністю відновленої оригінальної версії фільму «Крізь терни до зірок»[24].
- 28 січня 2016 року відбувся прем'єрний показ у Росії та зустріч з творцями відреставрованого фільму у відомому московському кінотеатрі «Ілюзіон»[25].